# Team Software Process
Il Team Software Process o TSP (in italiano: Processo software di squadra) in combinazione con il Personal Software Process (PSP) fornisce un processo operazione per aiutare le squadre di manager e ingegneri a organizzare e produrre software in progetti su larga scala (Migliaia di linee di codice).
TSP è pensato per migliorare i livelli di qualità e produttività di un team in un progetto di sviluppo software, aiutandolo a migliorare la programmazione ed i costi dei loro impegni nello sviluppo di un sistema software.
Prima che gli ingegneri possano partecipare a TSP, è richiesto che abbiano già le conoscenze di PSP.